# Aleksandrówka (powiat miński)
Aleksandrówka – wieś sołecka w Polsce położona w województwie mazowieckim, w powiecie mińskim, w gminie Dębe Wielkie.
W latach 1975–1998 miejscowość należała administracyjnie do województwa siedleckiego.
W 2011 roku wieś zamieszkiwało 520 osób. W 2020 ich liczba wyniosła 627.
Wierni Kościoła rzymskokatolickiego należą do parafii Świętych Apostołów Piotra i Pawła w Dębem Wielkim.